# هنري إل. هوبكينز
هنري إل. هوبكينز (بالإنجليزية: Henry L. Hopkins)‏ هو سياسي أمريكي، ولد في 1805 في مقاطعة غووتشلاند في الولايات المتحدة، وتوفي في 1872.